# Peptostreptococcus
Los peptoestreptococos (Peptostreptococcus) es un género de bacterias anaerobias, Gram positivas y no formadoras de esporas. La morfología de las células es cocoide; dichos cocos pueden encontrarse en cadenas cortas, en parejas o individualmente. Las peptostreptococcus son unas bacterias de lento crecimiento con resistencia creciente a fármacos antimicrobianos.

## Patogénesis
Las especies de peptoestreptococos son organismos comensales en humanos, que viven predominantemente en la boca, la piel, el aparato digestivo y el excretor, y componen una parte de la flora intestinal bacteriana. Bajo enfermedades inmunosupresoras o traumáticas estos organismos pueden convertirse en patogénicos, así como septicémicos, causando daño a su hospedero. Peptostreptococcus puede causar abscesos cerebrales, hepáticos, mamarios y pulmonares, así como infecciones generalizadas necrotizantes de tejido blando.